# Jacek Butkiewicz
Jacek Butkiewicz (ur. 25 lipca 1969) – polski lekkoatleta, który specjalizował się w trójskoku. 

## Kariera
W 1995 roku zajął drugie miejsce w zawodach superligi pucharu Europy oraz odpadł w eliminacjach na mistrzostwach świata.
Pięć razy startował w finale seniorskich mistrzostw Polski zdobywając jeden złoty (Kielce 1993) oraz jeden srebrny medal (Warszawa 1995). W 1993, 1994 oraz 1995 zdobywał tytuł halowego mistrza kraju.

## Rekord życiowy
- trójskok – 17,05 m (25 czerwca 1995, Villeneuve-d’Ascq) – jest to 6. wynik w historii polskiej lekkoatletyki[5].

## Osiągnięcia
| Rok  | Impreza                  | Miejsce           | Lokata     | Wynik  |
| ---- | ------------------------ | ----------------- | ---------- | ------ |
| 1995 | Superliga pucharu Europy | Villeneuve-d’Ascq | 2. miejsce | 17,14w |
| 1995 | Mistrzostwa świata       | Göteborg          | –          | NM     |